# Pjotr Iwanowitsch Ljaschtschenko
Pjotr Iwanowitsch Ljaschtschenko (russisch Пётр Иванович Лященко, * 10. Oktoberjul. / 22. Oktober 1875greg. oder 1876 in Saratow, Russisches Kaiserreich; † 24. Juli 1955 in Moskau, Sowjetunion) war ein russisch-sowjetischer Ökonom und Spezialist auf dem Gebiet der Ökonomie der Landwirtschaft und der Geschichte der Volkswirtschaft Russlands und der UdSSR. Er war 1916 Professor und Rektor der Tomsker Kaiserlichen Universität.

## Leben
Pjotr Ljaschtschenko wurde in Saratow geboren und absolvierte dort 1894 das 1. Saratower Klassische Gymnasium.
Er schloss mit Auszeichnung an der Fakultät für Physik und Mathematik (1899) und an der Wirtschaftswissenschaftlichen Abteilung der Juristischen Fakultät (1900) der Kaiserlichen Universität Sankt Petersburg ab. In den Jahren 1900–1901 studierte er an der Universität Leipzig und am Sankt Petersburger Landwirtschaftlichen Institut. Er war Privatdozent des Landwirtschaftlichen Instituts (1903–1908) und hielt Vorlesungen über politische Ökonomie, Agrarprobleme und Statistik an der Juristischen Fakultät (1908, 1910–1913). Im Jahr 1910 arbeitete er an der Jurjew-Universität. In den Jahren 1913–1917 war er Professor der Tomsker Kaiserlichen Universität (Abteilung für politische Ökonomie), wo er 1914–1917 Dekan der Juristischen Fakultät war. Im Jahr 1914 verteidigte er seine Masterarbeit in Landwirtschaft an der Charkower Kaiserlichen Universität. Im Juni 1916 diente er als Rektor der Tomsker Kaiserlichen Universität. Nach einem Konflikt mit einem Teil der Professoren im Mai 1917 wechselte er an die Warschauer Universität (in Rostow am Don).
Nach der Oktoberrevolution arbeitete er in Rostow am Don (Professor der Rostower Staatlichen Universität; 1918–1922 Rektor des Don-Instituts für Nationalökonomie), in Moskau (Institut der Roten Professoren, Moskauer Staatliche Universität, Institut für Ökonomie der Akademie der Wissenschaften der UdSSR) und in Kiew (leitender Forscher des Instituts der Ukrainischen Akademie der Wissenschaften). Er war Mitglied der Akademie der Wissenschaften der Ukrainischen SSR und seit 1943 korrespondierendes Mitglied der Akademie der Wissenschaften der UdSSR. 1949 erhielt er den Stalin-Preis für seine Arbeit „Geschichte der Nationalökonomie der UdSSR“ (der dritte Band wurde postum veröffentlicht).
Pjotr Iwanowitsch Ljaschtschenko starb am 24. Juli 1955 in Moskau und wurde auf dem Wagankowoer Friedhof beigesetzt.